# Emilio Livi
Emilio Livi (Firenze, 12 maggio 1902 – Buenos Aires, 29 settembre 1973) è stato un cantante italiano.

## Biografia
Nasce a Firenze il 12 maggio 1902 nel quartiere di San Lorenzo, in via San Zanobi. Fa il meccanico tornitore in un'officina, quando inizia a studiare canto con la maestra Bruschini che gli porta la voce a tenore leggero. Debutta al teatro Verdi di Firenze nel 1928 con l'opera "L'elisir d' amore" di Gaetano Donizetti. Secondo una moda diffusa all'epoca, si cimenta con il repertorio leggero, arrivando ad una maggior notorietà nel 1937, quando incide con il Trio Lescano e l'Orchestra Barzizza le canzoni Non dimenticar le mie parole (lato B di Fascino slow) e Tu che mi fai piangere, tratta dalla colonna sonora del film Questi ragazzi.
Si sposa a Firenze, il 22 aprile 1929, con Emma Setti che, da quel momento, lo seguirà durante tutta la sua carriera standogli sempre vicino, così come suo cognato Guido Setti che gli organizzerà i concerti nei vari teatri locali e nei dintorni di Firenze, facendo la sua gavetta insieme con il baritono Gino Bechi, anche lui agli esordi. Riesce ad assicurarsi diversi contratti con l'EIAR (Ente Italiano per le Audizioni Radiofoniche) per il quale si esibisce in vari concerti cantando romanze e canti folkloristici tra cui, nell'agosto del 1932 la romanza E lucevan le stelle con tale bravura che, per la prima volta alla radio italiana, gli ascoltatori chiedono il bis. Sempre con Gino Bechi interpreta il "Barbiere di Siviglia" di Gioacchino Rossini che diventerà uno dei suoi cavalli di battaglia.
Il grande direttore di orchestra Gino Marinuzzi lo vuole con insistenza all'Opera Reale di Roma pena l'annullamento della rappresentazione, dove interpreterà la parte dell'indiano nell'opera russa Sadko di Rimskij-Korsakov il 4 aprile 1931, opera che contiene l'ancor oggi celebre "Canzone indù" e che Emilio canterà alla presenza della famiglia reale dei Savoia. La critica esprimerà un eccellente giudizio che, testualmente, dichiarava:  "Se nella sala si fossero trovati bisce e serpenti a sonagli, anche loro si sarebbero incantati alla soave voce di Emilio Livi".
Durante gli anni '30 si esibisce in molti teatri italiani, in concerti e opere, dal Bellini di Palermo, all'Orsenigo di Faenza, sempre con l'opera "L'Elisir d'amore" e all'Ariosto di Reggio Emilia con l'opera "Don Pasquale" di Gaetano Donizetti e Giovanni Ruffini e l'opera "La Sonnambula" di Vincenzo Bellini al teatro Banchini di Prato dove riscuote molti favori e ricevendo plausi da numerosi ammiratori. In particolare ebbe grande successo nel 1937 al teatro San Carlo di Napoli, tempio dell'opera buffa, con "Il Barbiere di Siviglia" di Gioacchino Rossini. Canta a Lugano anche per la radio svizzera. Nel 1938 inizia la sua prima tournée estera negli Stati Uniti d'America dove arriva all'apice del successo in importanti teatri, anche di Broadway tanto che, nel 1939,  sembra sia stato vicino a meritarsi la scritturazione per il New York Metropolitan Opera ma, a causa dello scoppio della seconda guerra mondiale, dovette rinunciare per tenere fede alla parola data di rientro in Italia in caso di conflitto.
Rientrato in Italia continua la sua carriera con due importanti esibizioni al teatro Brancaccio di Roma nel 1942 con l'opera Il barbiere di Siviglia e al Comunale di Firenze nel 1944 per un concerto. Nel 1947, a causa della disastrosa situazione all'interno del Paese, è costretto a emigrare in Argentina dove inizia a insegnare al conservatorio di Buenos Aires e continuerà a incidere per la RCA Victor. Il suo ultimo disco sarà "Firenze sogna" in ricordo della sua città natale e della sua patria che gli hanno dato tante soddisfazioni.
Muore il 29 settembre 1973 a Buenos Aires, con il rimpianto di parenti e amici italiani che lo ricordano sempre con affetto.
Una targa lo ricorda al teatro Colón di Buenos Aires, e anche la RAI lo ha sempre ricordato trasmettendo le sue canzoni alla radio e in due trasmissioni televisive:"Mille lire al mese" condotta da Pippo Baudo negli anni '90 e in una trasmissione di Paolo Limiti.

Disco di Emilio Livi del 1937

Tra i suoi altri successi, incisi per la Parlophon e per la Grammofono, si ricordano: Azar, Bambola, Bolero, Buonanotte amore, Canto del pellegrino, Chi siete, Fascino, Fiorellin d'amore, Gioventù, Io la notte non posso dormire, Ladra, La vera stella sei tu, Luna malinconica, Luna sul mare, Malia, Maschera sperduta, Mattinata, Mirella, Ninna nanna di tutte le mamme, No, io non piango per te, Non ti scordar di me, Nostalgia, Portami tante rose, Santa Lucia, Sei tu la mia visione, Serenata medioevale, Sonia, Strada bianca, Sul lungarno, Torna piccina, Vicino alle stelle, Vipera, Vivere, Tentazione e Terra dei sogni.
Nel dopoguerra continuò l'attività in America Latina, incidendo per l'RCA Victor; muore a Buenos Aires nel 1973, come riportato nel certificato di morte.

## Discografia parziale

### 78 giri
- 1935: C'era una volta un valzer/Torna l'aprile (Parlophon, GP 91407; lato B con il Trio Koln)
- 1936: Ti voglio bene in italiano/Stella cadente (Parlophon, GP 91877)
- 1936: Bacio a fior d'acqua/Tu che non sai (Parlophon, GP 91878)
- 1936: Non torni più/Parole (Parlophon, GP 91879)
- 1937: Torna piccina/Vivere (Parlophon, GP 92112)
- 1937: Tu che mi fai piangere/Nostalgia (Parlophon, GP 92137; lato A con il Trio Lescano)
- 1937: Una chitarra e quattro parole d'amore/Sta attenta al tuo cuor Margeta (Parlophon, GP 92138; lato A con il Trio Lescano)
- 1937: Fascino slow/Non dimenticar le mie parole (Parlophon, GP 92190; con il Trio Lescano)
- 1938: Non t'amo più/Torrente (Grammofono, HN 1318)
- 1938: Tornerai/Acquaiola campagnola (Grammofono, HN 1319)
- Gennaio 1939: Paola/Serenata del somarello (Grammofono, HN 1489)
- Marzo 1939: Settembre ti dirà/Contessa mia (Grammofono, HN 1550)
- Marzo 1939: Senorita/Chitarra mia (Grammofono, HN 1551)
- Maggio 1939: Chitarra malinconica/Torna (Grammofono, HN 1577)
- Maggio 1939: Napoli mia/Mailù (Grammofono, HN 1578)
- Agosto 1939: Fili d'oro/Amor di pastorello (Grammofono, HN 1622)
- Agosto 1939: Mi bacia il sole/Nuvola (Grammofono, HN 1623)
- Agosto 1939: O bella bionda/Chitarra spagnola (Grammofono, HN 1624)
- Agosto 1939: Tu...(che mi parli d'amor)/Serenata a Marirosa (Grammofono, HN 1625)
- Novembre 1940: Io sono solo/Rosellina (Grammofono, HN 1827)
- Novembre 1940: Biondina mia/Tu sei colei (Grammofono, HN 1827)
- Novembre 1940: Ammalliatrice/La donna mia (Grammofono, HN 1827)
- 1948: Serenata del somarello/Paola (RCA Victor, V 12466; pubblicato in Argentina)
- 1949: Valzer andaluso/Tango di Lolita (RCA Victor, V 12502; pubblicato in Argentina)
- ???? : Solo per te/Napoli Jazz band (PARLOPHONE G.P. 91087 FABBRICATO IN ITALIA PER LA C.E.T.R.A.)